# Kasungu
Kasungu est une ville du Malawi, située dans le district de Kasungu, dans la Région Centrale. Sa population était estimée en 2008 à 59 696 habitants. La ville est à environ 130 kilomètres au nord-ouest de la capitale Lilongwe et à 35 kilomètres à l'est du Parc National de Kasangu. Les terres sur lesquelles est bâtie la ville sont à 1342 mètres d'altitude. Il y règne un climat tropical. L'industrie est basée sur le tabac[réf. nécessaire].